# Ловер, Уильям
Фрэ́нсис Уи́льям Ло́вер (англ. Francis William Lawvere; 9 февраля 1937 — 23 января 2023) — американский математик и философ, известный своими фундаментальными работами в области теории категорий, теории топосов и философии математики. Он представил алгебраические теории как категории, разработал Элементарную теорию категории множеств (ETCS) как альтернативное основание математики и стал одним из основателей теории топосов. Центральной темой его творчества был поиск строгих математических основ для классической механики сплошных сред и физики на базе категорных методов.

## Биография
Ловер родился в Манси, штат Индиана, вырос на ферме недалеко от Мэтьюса и начал обучение в Индианском университете в 1955 году. Там он изучал механику сплошных сред под руководством Клиффорда Трусделла и философию у Алана Донагана. О теории категорий он узнал, готовясь к преподаванию курса по функциональному анализу для Трусделла, в частности из задачи в учебнике Джона Келли «Общая топология». Ловер счёл этот подход многообещающей основой для создания простых и строгих аксиом для физических идей Трусделла и Уолтера Нолла. В 1960 году Трусделл поддержал заявку Ловера на обучение у Сэмюэля Эйленберга, одного из основателей теории категорий, в Колумбийском университете.
Перед защитой диссертации Ловер провёл 1961–62 учебный год в Калифорнийском университете в Беркли в качестве вольного слушателя, посещая лекции Альфреда Тарского и Даны Скотта по теории моделей и теории множеств. На своей первой преподавательской должности в Рид-колледже он разработал первые аксиомы для композиции отображений, которые позже легли в основу Элементарной теории категории множеств (1964).
Ловер защитил докторскую диссертацию в Колумбийском университете под руководством Эйленберга в 1963 году. С 1964 по 1967 год в Исследовательском институте математики при ETH в Цюрихе он работал над категорией категорий и находился под влиянием семинаров Пьера Габриэля в Обервольфахе, посвящённых основаниям алгебраической геометрии Гротендика. Затем он преподавал в Чикагском университете (1967–68), работая с Саундерсом Маклейном, и в аспирантуре CUNY (1968–69) с Алексом Хеллером. С 1968 по 1969 год он вернулся в ETH.
В 1969 году Университет Дэлхаузи создал исследовательскую группу из 15 учёных во главе с Ловером при поддержке гранта Киллам. Однако в 1971 году университет распустил группу и уволил Ловера, сославшись на его политическую деятельность и преподавание истории математики без разрешения. Увольнение вызвало значительный протест со стороны студентов. Несмотря на разногласия, в 1995 году в Университете Дэлхаузи состоялось празднование 50-летия теории категорий с участием Ловера и Саундерса Маклейна.
После ухода из Дэлхаузи Ловер вёл семинар в Перудже, Италия (1972–1974), где работал над обогащёнными категориями. В 1974 году он стал профессором математики в Университете в Буффало, где оставался до выхода на пенсию в 2000 году, часто сотрудничая со Стивеном Шенуэлом. В 1977 году он был избран на должность профессора имени Мартина по математике на пять лет, что сделало возможным проведение в 1982 году конференции «Категории в механике сплошных сред». С 2000 года — почётный профессор математики и адъюнкт-профессор философии в Буффало.
Ловер скончался 23 января 2023 года в Чапел-Хилле, штат Северная Каролина, после продолжительной болезни в возрасте 85 лет.

## Математическая работа

### Категорная логика и алгебраические теории
В своей докторской диссертации 1963 года «Функториальная семантика алгебраических теорий» Ловер представил категорию категорий как основу для универсальной алгебры. Эта работа, теперь известная как теория Ловера, рассматривала алгебраические теории как категории, а их модели — как функторы.
Его лекции в Чикагском университете по категорной динамике стали шагом к теории топосов, а лекции в CUNY по гипердоктринам способствовали развитию категорной логики. Ключевым открытием этого периода стало то, что экзистенциальные и универсальные кванторы логики могут быть охарактеризованы как сопряжённые функторы к функтору подстановки. Это открытие выявило глубокую связь между логикой и геометрией — тему, пронизывающую всю его работу.

### Теория топосов и обогащённые категории
Вернувшись в Цюрих в 1968–69 годах, Ловер предложил элементарные (первого порядка) аксиомы для топоса, обобщив концепцию топоса Гротендика (см. История теории топосов). Он работал с алгебраическим топологом Майлсом Тирни над уточнением и применением этой теории. Тирни обнаружил значительные упрощения в описании топологий Гротендика. Ловер указал, что топология Гротендика может быть полностью описана как эндоморфизм на представителе подобъектов, а Тирни показал, что условия, которым она должна удовлетворять, — это просто идемпотентность и сохранение конечных пересечений. Эти топологии Ловера — Тирни важны как в алгебраической геометрии, так и в теории моделей, поскольку они определяют подтопосы как категории пучков. Позже Андерс Кок нашёл дальнейшие упрощения, так что элементарный топос можно описать просто как категорию с произведениями и уравнителями, в которой представимы понятия пространства отображений и подобъекта.
Находясь в Перудже, Ловер работал над различными видами обогащённых категорий. В этой концепции hom-множество между двумя объектами заменяется объектом в некоторой другой категории. Ярким примером является то, что метрическое пространство можно рассматривать как категорию, обогащённую над неотрицательными действительными числами: объекты — это точки пространства, а для любых двух точек x и y «hom-объект» — это расстояние d(x,y). Закон композиции соответствует неравенству треугольника.

## Работа в области физики и механики сплошных сред
Центральной мотивацией для работы Ловера был поиск строгих математических основ для физики, в частности для классической механики сплошных сред. В одном из интервью он вспоминал о своих ранних годах обучения:
Я был студентом Индианского университета с 1955 по январь 1960 года. Мне нравилась экспериментальная физика, но я не ценил неточные рассуждения на некоторых теоретических курсах. Поэтому я решил сначала изучать математику. Трусделл работал на математическом факультете, но обладал обширными знаниями в инженерной физике. Он взял на себя моё обучение... в 1955 году (и позже) советовал мне заниматься изучением механики сплошных сред и кинетической теории.
Это привело его к убеждению, что «категории, очевидно, будут важны для упрощения основ физики сплошных сред».
Он предвидел «синтетическую физику», в которой физические законы можно было бы выражать непосредственно на языке теории категорий. Его лекции 1967 года в Чикаго по категорной динамике и последующее развитие синтетической дифференциальной геометрии стали важными шагами в этом направлении. Кульминацией этой программы стала конференция 1982 года в Буффало «Категории в механике сплошных сред», ставшая возможной благодаря его профессорской должности имени Мартина. В этой встрече приняли участие Клиффорд Трусделл и несколько других исследователей в области рациональных основ механики сплошных сред и синтетической дифференциальной геометрии.

## Работа в области философии и диалектики
Работа Ловера была тесно переплетена с философией. Он стремился использовать точность теории категорий для прояснения и формализации понятий из метафизики и эпистемологии, в частности, из философии Георга Вильгельма Фридриха Гегеля. Он предложил категорные формализации гегелевских понятий, таких как объективная и субъективная логика, Aufhebung, бытие в противопоставлении становлению, а также интенсивная и экстенсивная величина.
Он утверждал, что теория категорий предоставляет адекватные инструменты для моделирования диалектических понятий, таких как единство противоположностей. Для Ловера концепция сопряжённых функторов была ярким примером единства противоположностей, связывая два, казалось бы, противоположных понятия (такие как логика и геометрия, или синтаксис и семантика) в точном математическом соотношении.
В своей работе 1992 года «Категории пространства и количества» Ловер писал:
Я убеждён, что в ближайшие десятилетия и в следующем столетии диалектическая философия сыграет огромную роль в развитии науки. Но это будет невозможно, если её не изучать серьёзно... Именно в духе содействия этому противостоянию я хочу обсудить некоторые успехи, достигнутые теоретиками категорий в предоставлении точных математических моделей для некоторых философских различий, имеющих решающее значение для диалектики, например, различия между общим и частным, объективным и субъективным, бытием и становлением.
Он рассматривал этот проект как продолжение работ более ранних математиков, таких как Герман Грассман и его Учение о протяжениях.

## Политические взгляды и деятельность
Ловер был убеждённым марксистом-ленинистом на протяжении всей своей жизни. Он рассматривал свои политические убеждения как глубоко связанные с его научной и философской работой. В 1971 году его увольнение из Университета Дэлхаузи стало результатом его активного противодействия войне во Вьетнаме и использованию канадским правительством Закона о военных мерах.
Ловер часто насыщал свои математические труды философскими и политическими концепциями. В своей статье 1970 года «Кванторы и пучки» он связывает математическое понятие сопряжённых функторов с диалектическим принципом единства противоположностей и цитирует эссе Мао Цзэдуна «Относительно противоречия», а также теорию познания Владимира Ленина. В отрывке из этой статьи он писал:
Когда главные противоречия вещи найдены, научная процедура заключается в том, чтобы суммировать их в лозунгах, которые затем постоянно используются как идеологическое оружие для дальнейшего развития и преобразования этой вещи. Применение этого к «теории множеств» требует учёта опыта, согласно которому основные пары противоположных тенденций в математике принимают форму сопряжённых функторов, и освобождает нас от математически нерелевантных следов (∈), оставленных процессом накопления (∪) булеана (P) на каждой стадии метафизической «конструкции».

## Награды и почётные звания
- В 2010 году он получил премию «Premio Giulio Preti», присуждаемую Региональным советом Тосканы.

- В 2012 году он стал действительным членом Американского математического общества.[19]

## Избранные книги
- «Категории в механике сплошных сред» (Categories in Continuum Physics; Buffalo, N.Y. 1982) / под ред. Ловера и Стивена Шенуэла. — Springer Lecture Notes in Mathematics 1174, 1986. — ISBN 3-540-16096-5.

- «Множества для математики» (Sets for Mathematics; совместно с Робертом Роузбрю). — Cambridge University Press, 2003. — ISBN 0-521-01060-8.

- «Концептуальная математика: первое введение в категории» (Conceptual Mathematics: A First Introduction to Categories; совместно со Стивеном Шенуэлом). — 2-е изд. — Cambridge University Press, 2009. — ISBN 978-0521719162.